# 柔毛鎧甲蝦
柔毛鎧甲蝦（学名：Galathea pubescens）为鎧甲蝦科鎧甲蝦屬下的一个种。